# Кельхен, Иван Захарович
Ива́н Заха́рович Ке́льхен (нем. Johann Henrich von Kelchen; 1722—1810) — врач, уроженец Риги, был врачом графа З. Г. Чернышёва, впоследствии лейб-хирург.
Управлял Санкт-Петербургским немецким медико-хирургическим институтом, Медицинской коллегией и Обуховской больницей; последняя была устроена по его планам. Опубликовал: «Grundriss der Einrichtung der К. Medicinisch-chirurgischen Schule und einiger andern Hospitäler in St.-Petersburg» (СПб., 1786).